# Ванч Нижній
Ванч Нижній (пол. Wancz Niżny) — гірський потік в Україні, у Стрийському районі Львівської області у Галичині. Лівий доплив Бутивлі, (басейн Дністра).

## Опис
Довжина потоку приблизно 3,79 км, найкоротша відстань між витоком і гирлом — 3,41 км, коефіцієнт звивистості потоку — 1,11. Формується багатьма гірськими бізіменними струмками. Потік тече у гірському масиві Сколівські Бескиди (зовнішня смуга Українських Карпат).

## Розташування
Бере початок на південних схилах гори Оброслий Верх (1177 м) (Буківські Верхи). Тече переважно на південний захід понад горою Корчанка (1178,8 м), через північно-західну частину села Коростів на висоті 530 м над рівнем моря впадає у річку Бутивлю, ліву притоку Оряви.

## Цікавий факт
- У XIX столітті у пригирловій частині потоку існував 1 водяний млин[4].